# Узундара (крепость)
Узундара — крепость эллинистического периода (III—II века до н.э.) на горе Сусизтаг в Байсунском районе Сурхандарьинской области Узбекистана.
Была открыта в 1991 году в ходе раскопок, проводившимися Эдвардом Ртвеладзе. С 2013 года изучается совместно Бактрийским отрядом Среднеазиатской археологической экспедицией Института археологии РАН под руководством Н.Д. Двуреченской и Тохаристанской археологической экспедицией Института искусствоведения Академии наук Республики Узбекистан под руководством Э.В. Ртвеладзе. При раскопках в крепости были найдены древние монеты, фрагменты керамики, а также предметы вооружения.
Узундара входила в линию защиты северных границ земледельческих оазисов древней Бактрии от набегов кочевников. Стены крепости из камня на глиняном растворе протяженностью около километра сохранились на высоту до четырех метров. В крепости было не менее 13 прямоугольных башен, её площадь составляла около 2 гектаров.
Археологи установили, что крепость была построена в начале III века до нашей эры и использовалась около 150 лет, до нападения кочевников во времена правления Евкратида (171–166 годы до н.э.).